# Dolmetscher
Ein Dolmetscher (früher auch Tolmetsch, im österreichischen Hochdeutsch auch heute Dolmetsch) ist ein Sprachmittler, der – im Gegensatz zum Übersetzer – gesprochenen Text mündlich oder mittels Gebärdensprache von einer Ausgangssprache in eine Zielsprache überträgt.
Das Dolmetschen ist zum einen durch die Flüchtigkeit des gesprochenen Worts, zum anderen durch nonverbale (nicht-mündliche) Faktoren wie Gestik, Mimik, Intonation und allgemeine Körpersprache, aber vor allem auch durch Redegeschwindigkeit und -verständlichkeit geprägt.
Die Berufsbezeichnungen „Dolmetscher“ und „Konferenzdolmetscher“ sind – im Gegensatz zu Berufsbezeichnungen wie „Arzt“ oder „Notar“ – in Deutschland und in Österreich gesetzlich nicht geschützt, wodurch die Berufsausübung auch ohne eine entsprechende Prüfung möglich ist. Vor missbräuchlicher Verwendung geschützt sind aber mit bestimmten Abschlüssen oder Zulassungen verbundene Bezeichnungen wie „öffentlich bestellter und beeidigter Dolmetscher“, „staatlich geprüfter Dolmetscher“, „allgemein beeidigte Dolmetscherin“, „allgemein beeideter und gerichtlich zertifizierter Dolmetscher“ usw., die je nach (Bundes-)Land variieren, sowie durch einen Hochschulabschluss erworbene Titel (etwa „Diplom-Dolmetscher“).

## Etymologie
Dolmetsch bzw. Dolmetscher, Mittelhochdeutsch tolmetze, tolmetsche, tolmetscher, wird oft als „türkischen“ (das ist turksprachlichen oder gemeintürkischen, nicht gleichzusetzen mit der Türkischen Sprache) Ursprungs bezeichnet. Das Wort tılmaç ist aber dort nicht vor dem Qutadgu Bilig nachweisbar, das 1069 in Kaschgar verfasst wurde. Die Wortbildung ist turksprachlich morphologisch obskur, es ist daher nicht auszuschließen, dass es dort ein Lehnwort ist.
Nach Kluge kam das Wort entweder über das Ungarische (tolmács) oder über das Russische (толмач; oder über eine andere slawische Sprache, s. u.) ins Deutsche; Pfeifer und Bielfeldt gehen von einer Entlehnung aus einer slawischen Sprache aus und sehen keinen Anhaltspunkt für eine Entlehnung über das Ungarische.
Vergleichbare Wortformen zeigen das Slowenische (tolmač), Serbische/Kroatische/Bosnische (тумач/tumač), das Polnische (tłumacz), das Tschechische (tlumočník), Ukrainische (тлумач oder auch товкмач) und das Rumänische (tălmaci).

## Ausbildung und Geschichte
Zur Ausbildung (an Hochschulen oder – in Bayern – an Fachakademien) gehören unter anderem die Perfektionierung von Muttersprache und Arbeitssprachen, die Vermittlung von Dolmetschstrategien (beispielsweise der Notizentechnik für das Konsekutivdolmetschen) und von speziellen Fertigkeiten (Simultandolmetschen), die Einführung in Fachgebiete wie Recht, Wirtschaft, Technik oder Medizin und dolmetschwissenschaftliche Aspekte.
Während des Mittelalters tauschten sich Staaten, Wissenschaftler und Geistliche im Abendland auf Latein aus. Soweit man z. B. durch die Kreuzzüge oder die Türkenkriege mit Menschen aus dem Morgenland in Verbindung trat, wurde auf einheimische Sprachkundige (Dragomanen) zurückgegriffen, die oft religiösen Minderheiten wie Juden oder andalusischen Christen angehörten. Weil die Dragomanen persönlich oftmals unzuverlässig waren und sich auch als Spione verdingten, begannen die europäischen Staaten im 18. Jahrhundert eigene Beamte als Stabsdolmetscher an Sprachknabeninstituten auszubilden. 1721 gründete Frankreich die École des jeunes de langue (die spätere École des langues orientales vivantes). Neben allgemeinbildenden Inhalten wurde Türkisch und Arabisch unterrichtet. Mit Vollendung der Studien wurden die Sprachknaben nach Konstantinopel befohlen und an der Iternuntiatur praktisch geschult. Österreich folgte 1754 mit der Orientalischen Akademie. Daneben traten wirtschaftliche Beweggründe, die in Europa zur Gründung von wirtschafts- und handelsorientierten Dolmetscherschulen führten („Dolmetscher“ war bis ca. 1945 der Oberbegriff für Übersetzer und Dolmetscher). Im Deutschen Reich wurde an der Berliner Universität das „Seminar für Orientalische Sprachen“ (SOS) erst 1887 vor dem Hintergrund des deutschen Kolonialismus errichtet. Schulungsteilnehmer am SOS waren vor allem Beamte des Auswärtigen Amts oder des Reichskolonialamts, aber auch Beschäftigte in der Außenwirtschaft und interessierte Journalisten. Das Seminar war zunächst nur für die Ausbildung in Türkisch, Persisch und Arabisch geschaffen worden. Seit dem Jahre 1897 wurden zusätzlich Sprachmittler für Arabisch, für die chinesischen Sprachen, Griechisch, Japanisch, Farsi, Russisch, Spanisch, Kiswahili und Türkisch ausgebildet. Nach dem Ersten Weltkrieg und dem Verlust der deutschen Kolonien infolge des Versailler Friedensvertrages erlebte das SOS zunächst einen Rückschlag, etablierte sich jedoch in der Weimarer Republik als Zentrum der deutschen Orient- und Afrikaforschung.
Nach dem Ende des Ersten Weltkriegs wurde ein Verbot der Geheimdiplomatie, die als wesentliche Mitursache für den Krieg angesehen wurde, gefordert. Neben die zuvor übliche Verständigung der Regierungen über Botschafter und Gesandte, welche Französisch als Diplomatensprache verwendeten, traten Konferenzen der Staats- und Regierungschefs oder der Außenminister. Zur Verbesserung der Verständigung unter Regierungsmitgliedern, die Fremdsprachen meistens nur unvollkommen beherrschten, entstand das Berufsbild des Konferenzdolmetschers.
Nach der Machtergreifung der Nationalsozialisten entstand die Reichsfachschaft für das Dolmetscherwesen unter der Führung von Otto Monien. Major Monien war auch Leiter einer neu eingerichteten Reichsfachschule, durch welche die Ausbildung von Sprachmittlern nicht zuletzt mit Blick auf den künftigen Krieg professionalisiert wurde. Die Reichsfachschule bot eine zweijährige Vollzeitausbildung, eine Ausbildung in Abendkursen und sonstige Weiterbildungsmaßnahmen schlossen sich an. Die Reichsfachschaft unterhielt auch einen Dolmetscherbereitschaftsdienst.
Die deutsche Wehrmacht richtete in den dreißiger Jahren Dolmetscherschulen ein, um für den Krieg ausreichend Sprachmittler zur Verfügung zu haben. Mit Kriegsbeginn wurden die dort geschulten Personen, aber auch andere Dolmetscher in Dolmetscherkompanien eingezogen.
Die anderen Institutsgründungen in Deutschland und Europa (z. B. in Genf, Paris und Wien) fallen vor allem in die Mitte des 20. Jahrhunderts, als in der Zeit des Wirtschaftswunders die Nachfrage nach Sprachmittlern und verwandten Berufen anstieg.

## Dolmetscher bei Justiz und Behörden

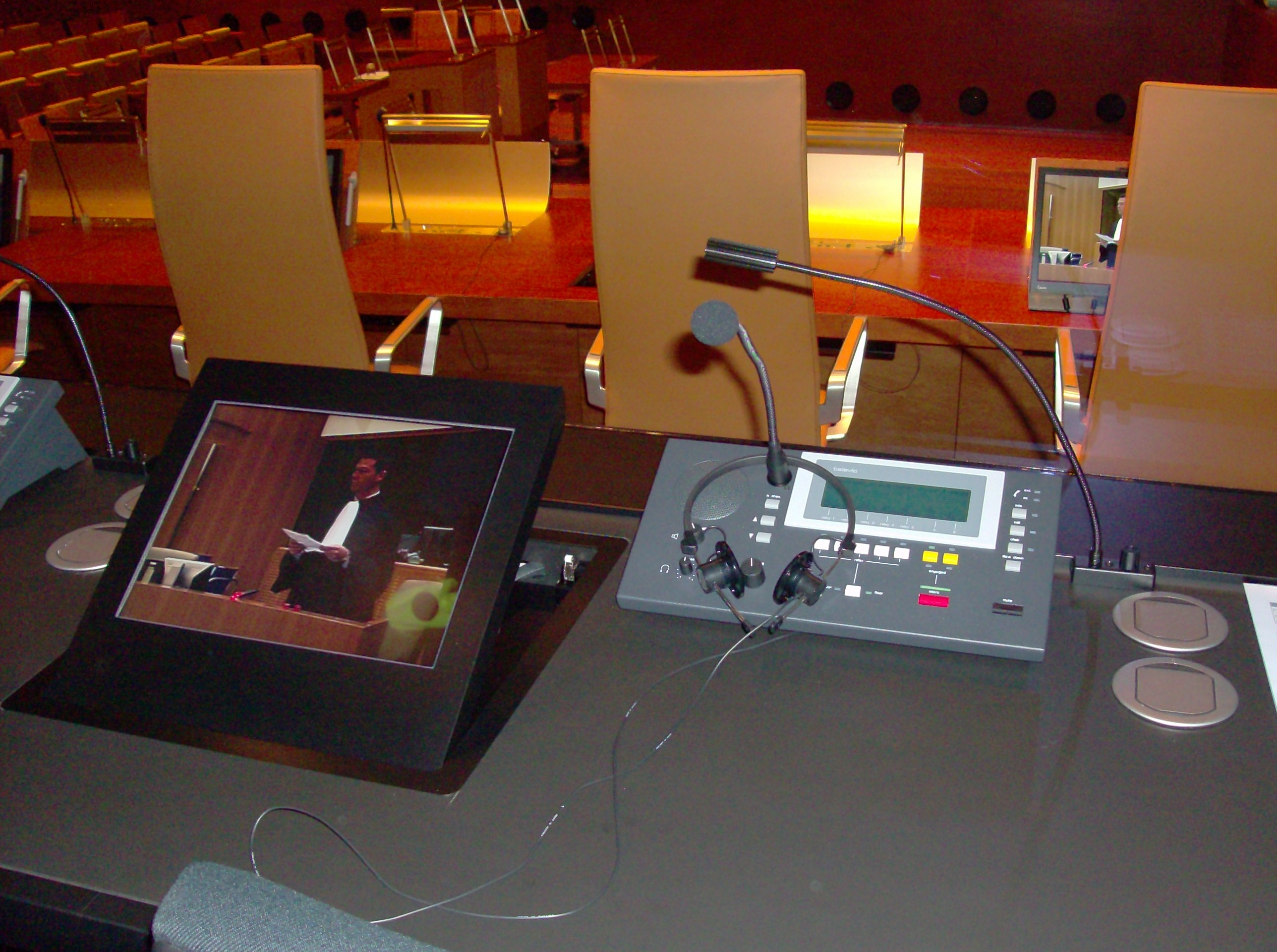
Simultandolmetscheranlage beim Europäischen Gerichtshof

Dolmetscher spielen eine wichtige Rolle im persönlichen Umgang von Gerichten, Notaren oder Behörden (Polizei, Standesämtern usw.) mit Personen, die der Landessprache nicht mächtig sind, sowie mit Gehör- und Sprachlosen (Gebärdensprachdolmetscher).

### Deutschland
siehe auch: Gerichtsdolmetscher
Deutsche Gerichte und Behörden verfügen, mit Ausnahme des Auswärtigen Amts und des Bundesverteidigungsministeriums (→Bundessprachenamt), meist nicht über einen eigenen Sprachendienst. Vielmehr wird in der Regel auf selbständige oder bei einem externen Büro beschäftigte Dolmetscher zurückgegriffen (→ Gerichtsdolmetscher). Der Dolmetscher oder die Dolmetscherin muss für derartige Aufgaben in der Regel beeidigt sein.
Die Arbeit von Dolmetschern vor Gericht und Behörden wird nach dem Justizvergütungs- und -entschädigungsgesetz vergütet.

### Österreich
In Österreich wird diese Aufgabe von besonders qualifizierten Gerichtsdolmetschern (volle Bezeichnung: allgemein beeidete und gerichtlich zertifizierte Dolmetscher) wahrgenommen, die sich im Rahmen eines Justizverwaltungsverfahrens nach dem Bundesgesetz über die allgemein beeideten und gerichtlich zertifizierten Sachverständigen und Dolmetscher (SDG) einer Prüfung unterziehen müssen. Die Bezeichnung ist gesetzlich geschützt; wer sie widerrechtlich verwendet, kann mit einer Unterlassungsklage belangt werden. Mit der Änderung des Gesetzes wurde 1999 zusätzlich zur allgemeinen Beeidigung die „gerichtliche Zertifizierung“ eingeführt, um dem Gedanken der Qualitätssicherung Rechnung zu tragen. Dabei wurden die persönlichen Voraussetzungen für die Eintragung in die Dolmetscherlisten erweitert und eine periodische Überprüfung der Eintragungsvoraussetzungen eingeführt. Der Gerichtsdolmetscher ist in Österreich auch für die Beglaubigung von Übersetzungen zuständig und entspricht insofern dem „beeidigten“ bzw. „ermächtigten“ Übersetzer in Deutschland.
Siehe auch: Österreichischer Verband der allgemein beeideten und gerichtlich zertifizierten Dolmetscher.
Siehe auch: UNIVERSITAS Austria, Berufsverband für Dolmetschen und Übersetzen

### Europäische Union
Eine besonders wichtige Rolle spielt die Arbeit der Dolmetscher bei den Institutionen der Europäischen Union. Das Europäische Parlament und der Europäische Gerichtshof verfügen jeweils über einen eigenen Dolmetschdienst, der Dienst der Europäischen Kommission übernimmt die Verdolmetschung in der Kommission, im Ministerrat sowie im Wirtschafts- und Sozialausschuss und dem Ausschuss der Regionen. Die Dolmetschdienste beschäftigen beamtete und fest angestellte Dolmetscher und verfügen – im Fall von Parlament und Kommission – über eine gemeinsame Liste von freiberuflich tätigen Dolmetschern. Um in diese Datenbank aufgenommen zu werden, müssen Bewerber zunächst einen interinstitutionellen Auswahltest absolvieren. Die Auswahl fest anzustellender Dolmetscher erfolgt zentral für alle europäischen Behörden in einem Verfahren (Concours), das vom Europäischen Amt für Personalauswahl veranstaltet wird.

## Beratender Dolmetscher
Bei der Organisation größerer Veranstaltungen mit Dolmetschbedarf wird oft ein beratender Dolmetscher verpflichtet. Er ist dann verantwortlich für die Zusammenstellung des Dolmetscherteams für eine oder mehrere Sprachen und ist als alleiniger Ansprechpartner des Auftraggebers für die Verdolmetschung der Veranstaltung zuständig.